# 鉢呂吉雄
鉢呂吉雄（日语：／*/?，1948年1月25日—）日本政治人物。曾擔任參議院議員（1期）、眾議院議員（7期）、經濟產業大臣（15代）、民主党國會對策委員長（第9・15代）、大藏政務次官（第1次橋本内閣）、参議院国家基本政策委員長、眾議院法務委員長、眾議院厚生勞動委員長、眾議院農林水産委員長、眾議院石炭對策特別委員長等職務。

## 關聯項目
- 日本教職員組合（日教組）

## 外部連結
- はちろ吉雄的X（前Twitter）
- はちろ よしお的Facebook專頁
- はちろ吉雄 事務所的Instagram帳戶

| 官衔                       | 官衔                                                                | 官衔                       |
| -------------------------- | ------------------------------------------------------------------- | -------------------------- |
| 前任： 海江田萬里          | 經濟產業大臣 第15代：2012年                                         | 繼任： 枝野幸男            |
| 前任： 佐田玄一郎 梶原敬義 | 大蔵政務次官 山崎正昭と共同 1996年                                  | 繼任： 中村正三郎 西田吉宏 |
| 議會席位                   |                                                                     |                            |
| 前任： 柳田稔              | 参議院国家基本政策委員長 2017年 - 2019年                            | 繼任： 真山勇一            |
| 前任： 小林興起            | 衆議院法務委員長 2012年                                             | 繼任： 平岡秀夫            |
| 前任： 藤村修              | 眾議院厚生勞動委員長 2010年                                         | 繼任： 牧義夫              |
| 前任： 堀込征雄 日野市朗   | 衆議院農林水産委員長 2001年 - 2002年 1996年 (代理)                  | 繼任： 小平忠正 松前仰     |
| 前任： 北村直人            | 衆議院石炭対策特別委員長 1996年 - 1997年                            | 繼任： 大畠章宏            |
| 政党职务                   |                                                                     |                            |
| 前任： 安住淳 高木義明     | 民主党選挙対策委員長 第8代：2006年 - 2007年 第15代：2012年          | 繼任： 赤松廣隆 加藤敏幸   |
| 前任： 川端達夫 樽床伸二   | 民主党国会対策委員長 第9代：2004年 - 2005年 第15代：2010年 - 2011年 | 繼任： 野田佳彥 安住淳     |